# دارخزک فیلیپینی
دارخزک فیلیپینی (نام علمی: Rhabdornis) نام یک سرده از راسته گنجشک‌سانان است.

## گونه‌ها
- دارخزک سرراه‌راه, Rhabdornis mystacalis
- دارخزک نوک‌دراز, Rhabdornis grandis
- دارخزک سینه‌راه‌راه, Rhabdornis inornatus

## نگارخانه

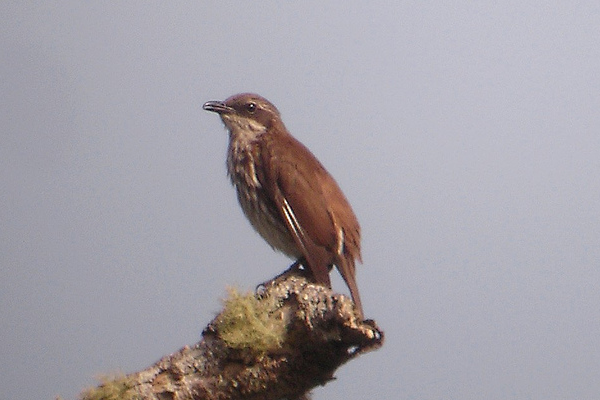
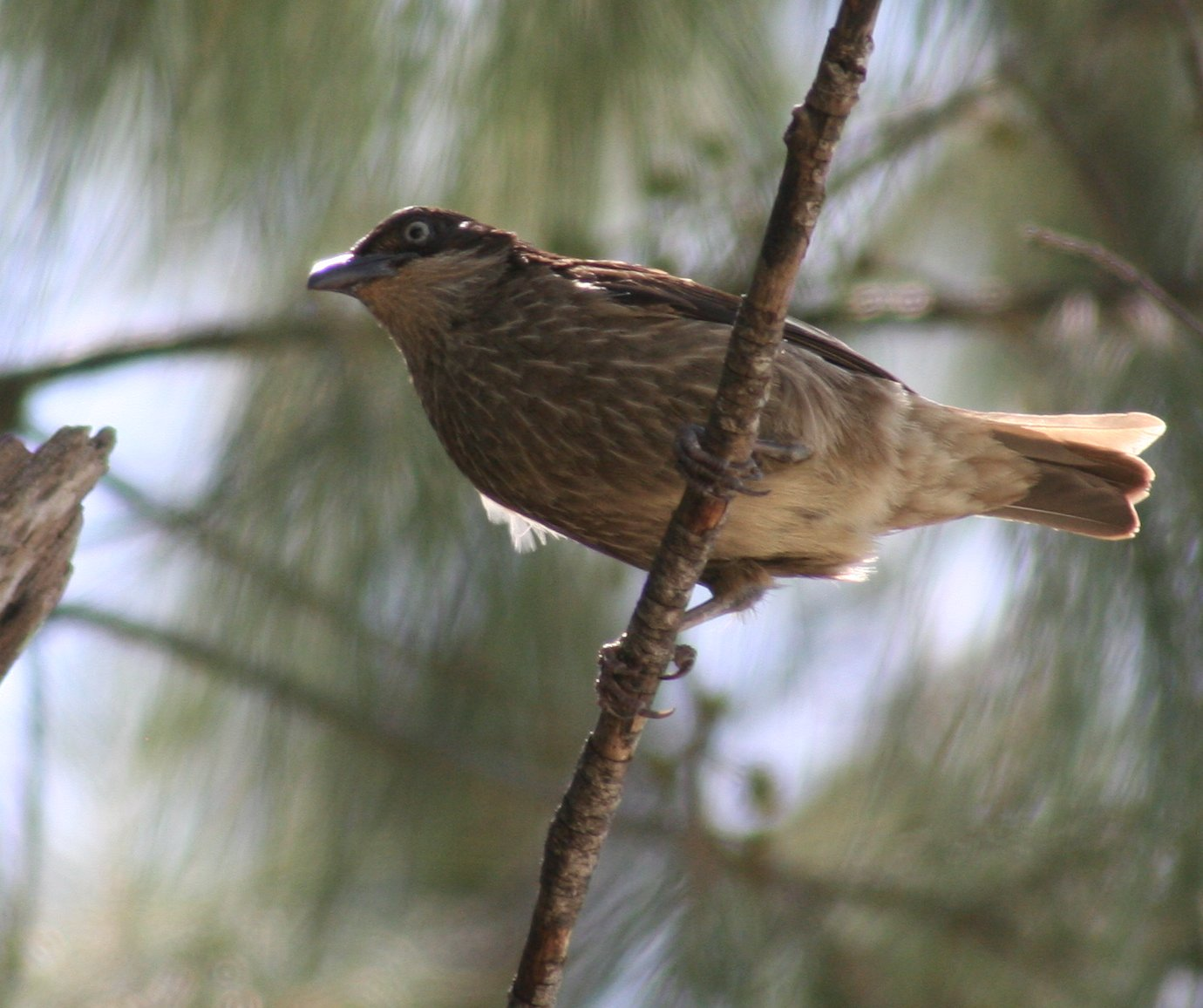
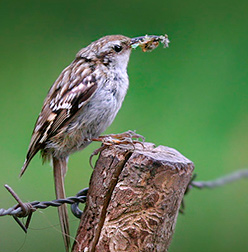
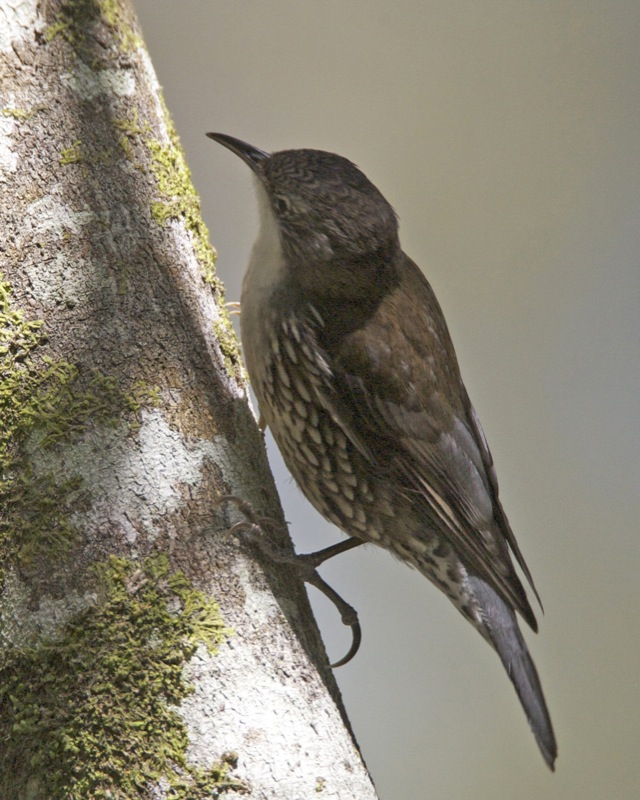